# Лапсарское сельское поселение
Лапса́рское се́льское поселе́ние (чув. Лапсар ял тӑрӑхӗ) — муниципальное образование в составе Чебоксарского района Чувашской Республики. Административный центр — деревня Лапсары. На территории поселения находятся 9 населённых пунктов — 9 деревень.
Главой поселения является Захаров Дмитрий Иванович.

## Географические данные
Северная граница проходит по южной стороне полосы отвода железной дороги «Чебоксары — Канаш» до железнодорожного переезда у д. Большие Карачуры и переходит на южную сторону полосы отвода автомагистрали «Нижний Новгород — Уфа» до пос. Новые Лапсары с включением в территории городского кладбища, чересполосного участка земель сельскохозяйственного производственного кооператива «Сад» и пос. Новые Лапсары.
От пос. Новые Лапсары до автомобильного моста через железнодорожную ветку Чебоксары — Новочебоксарск граница проходит по южной полосе отвода автомагистрали «Нижний Новгород — Уфа» с включением в границу Лапсарской промышленной зоны, чересполосных земельных участков государственного унитарного предприятия "Племптицефабрика «Лапсарская».
Деревня Вурманкасы с прилегающими к ней землями Лапсарского сельского поселения являются вкрапленным земельным участком Чебоксарского муниципального района.
Восточная граница проходит через автомобильную дорогу «Чебоксары — Канаш» до лесного массива Карачуринского лесничества Опытного лесхоза с поворотом на юго — запад до автомагистрали «Нижний Новгород — Уфа» с переходом через автомагистраль, включая развилку автомобильной дороги «Чебоксары — Канаш».
Далее движется вдоль северо-западных оград следующих предприятий: закрытого акционерного общества «Басон-Лента», «Управление механизации-1» открытого акционерного общества «Дорисc», территории Северных электрических сетей, муниципального производственного предприятия «Чебоксарскагропромхимия», ремонтно-технического предприятия «Сундырская» по смежеству с землями государственного унитарного предприятия "Племптицефабрика «Лапсарская», далее с поворотом на юго — запад до земель колхоза имени Куйбышева с поворотом на юг до 53 квартала Карачуринского лесничества Опытного лесхоза, огибая его с поворотом на восток далее на юг до р. Рыкша с поворотом на северо — запад вдоль русла реки гранича с землями республиканского государственного унитарного предприятия «Дружба» в сторону севера до строящегося кирпичного завода с поворотом на запад вдоль автодороги совхоза «Дружба» с поворотом на север до государственного унитарного предприятия "Племптицефабрика «Чебоксарская» с поворотом на запад переходя автодорогу до оврага с поворотом на юго — запад переходя овраг до ручья с поворотом н северо-запад вдоль ручья с границей землями сельскохозяйственного производственного кооператива «Сад» далее вдоль лесного массива Карачуринского лесничества Опытного лесхоза, оставляя его на территории администрации, далее по границе сельскохозяйственного производственного кооператива «Сад» до точки пересечения до границы муниципального образования г. Чебоксары.

## Населённые пункты
На территории поселения находятся следующие населённые пункты:
| Название         | Тип населённого пункта          | Население (2012) |
| ---------------- | ------------------------------- | ---------------- |
| Лапсары          | Деревня, административный центр | 495              |
| Большие Карачуры | Деревня                         | 1161             |
| Вурманкасы       | Деревня                         | 832              |
| Асакасы          | Деревня                         | 194              |
| Сятракасы        | Деревня                         | 911              |
| Синьялы          | Деревня                         | 128              |
| Ойкасы           | Деревня                         | 257              |
| Хирле-Сир        | Деревня                         | 281              |
| Чергаши          | Деревня                         | 220              |

## Население
| 2010  | 2012  | 2013  | 2014  | 2015  | 2016  | 2017  |
| ----- | ----- | ----- | ----- | ----- | ----- | ----- |
| 4573  | ↗4697 | ↗4796 | ↗4893 | ↘4809 | ↘4742 | ↘4686 |
| 2018  | 2019  | 2020  | 2021  |       |       |       |
| ↘4655 | ↗4688 | ↗4805 | ↗4859 |       |       |       |

## Организации
На территории поселения расположены предприятия производственной и непроизводственной сферы:
- ТПУ «Чувашское»
- ОАО «Чувашавтодор»
- МОУ Карачуринское ООШ
- МДОУ Карачуринский детский сад «Фиалка»
- ОАО «Чувашское» по племработе
- Муниципальное жилье
- Офис врача общей практики
- ГСК «ОКА»
- Некоммерческое садоводческое товарищество «Нива»
- Дом Фольклора — фольклорный ансамбль «Парне»
- ООО "Птицефабрика «Чебоксарская»
- ГСК «Птицевод»
- ООО «Союзпромцентр»
- ФАП
- МОУ Сятракасинская ООШ
- УМ-1, Ум-2
- Автобаза «Чебоксарская»
- АвтоВас
- ЗАО «Весна»
- Магазин Кугеськое райпо
- Магазин ЧП Бычков
- Синьял-Ойкасинский клуб